# Heteropseudinca heinsenius
Heteropseudinca heinsenius är en skalbaggsart som beskrevs av Hermann Julius Kolbe 1895. Heteropseudinca heinsenius ingår i släktet Heteropseudinca och familjen Cetoniidae. Inga underarter finns listade i Catalogue of Life.